# Các bệnh nhiệt đới bị bỏ qua
Các bệnh nhiệt đới bị bỏ qua / bệnh nhiệt đới bị bỏ quên (Neglected tropical diseases -  NTD) là một nhóm các bệnh nhiệt đới đa dạng, phổ biến ở các quốc gia có thu nhập thấp ở các khu vực đang phát triển ở Châu Phi, Châu Á và Châu Mỹ. Chúng được gây ra bởi một loạt các mầm bệnh như virus, vi khuẩn, động vật nguyên sinh và giun sán. Những bệnh này trái ngược với ba bệnh truyền nhiễm lớn (HIV / AIDS, lao và sốt rét), thường được điều trị và tài trợ nghiên cứu nhiều hơn. Ở châu Phi cận Sahara, ảnh hưởng của các bệnh này đóng vai trò như một nhóm có thể so sánh với bệnh sốt rét và bệnh lao. Đồng nhiễm NTD cũng có thể làm cho HIV / AIDS và bệnh lao nguy hiểm hơn.
Trong một số trường hợp, các phương pháp điều trị các bệnh này tương đối rẻ tiền. Ví dụ, phương pháp điều trị bệnh sán máng là 0,20 đô la Mỹ / trẻ em mỗi năm. Tuy nhiên, vào năm 2010, người ta ước tính rằng việc kiểm soát các bệnh bị bỏ quên sẽ cần khoản tài trợ từ 2 tỷ đô la Mỹ và 3 tỷ đô la Mỹ hàng năm trong bảy năm sau đó. Một số công ty dược phẩm đã cam kết quyên góp tất cả các liệu pháp điều trị bằng thuốc cần thiết, và việc sử dụng thuốc hàng loạt (ví dụ, tẩy giun hàng loạt) đã được thực hiện thành công ở một số quốc gia. Tuy nhiên, các biện pháp phòng ngừa thường dễ tiếp cận hơn ở các nước phát triển, nhưng không phổ biến ở các khu vực nghèo hơn.
Tại các nước phát triển, các bệnh nhiệt đới bị bỏ quên ảnh hưởng đến những người nghèo nhất trong xã hội. Ở Hoa Kỳ, có tới 1,46 triệu gia đình bao gồm 2,8 triệu trẻ em sinh sống với mức ít hơn hai đô la Mỹ một ngày. Ở những nước như thế này, gánh nặng của các bệnh nhiệt đới bị bỏ quên thường bị lu mờ bởi các vấn đề sức khỏe cộng đồng khác. Tuy nhiên, nhiều vấn đề tương tự khiến dân số có nguy cơ phát triển thành các quốc gia đang phát triển. Ví dụ, các vấn đề khác có thể xuất phát từ nghèo đói khiến các cá nhân tiếp xúc với các vật chủ của những căn bệnh này, chẳng hạn như thiếu nhà ở đầy đủ.
Hai mươi bệnh nhiệt đới bị bỏ quên được Tổ chức Y tế Thế giới (WHO) ưu tiên, mặc dù các tổ chức khác định nghĩa NTD khác nhau. Bệnh nấm sâu chromoblastomycosis và các loại nấm sâu khác, bệnh ghẻ và các bệnh  ký sinh ngoài và ngộ độc rắn cắn đã được thêm vào danh sách vào năm 2017. Những bệnh này phổ biến  ở 149 quốc gia, ảnh hưởng đến hơn 1,4 tỷ người (bao gồm hơn 500 triệu trẻ em)  và gây thiệt hại cho các nền kinh tế đang phát triển hàng tỷ đô la mỗi năm. Các bệnh này đã dẫn đến 142.000 ca tử vong trong năm 2013, giảm xuống từ 204.000 ca tử vong vào năm 1990. Trong số 20 bệnh này, hai chứng bệnh đã được nhắm mục tiêu để loại trừ hoàn toàn (bệnh giun Guinea vào năm 2015 và bệnh ghẻ cóc vào năm 2020), và bốn bệnh để loại bỏ hoàn toàn (bệnh mắt hột, bệnh trypanosomia ở người châu Phi, bệnh phong và bệnh giun chỉ bạch huyết) vào năm 2020.